# Lütetsburg
Lütetsburg è un comune di 782 abitanti della Bassa Sassonia, in Germania.
Appartiene al circondario (Landkreis) di Aurich (targa AUR).